# Krångtjärnen (Åre socken, Jämtland)
Krångtjärnen är en sjö i Åre kommun i Jämtland och ingår i Indalsälvens huvudavrinningsområde. Sjön har en area på 0,529 kvadratkilometer och ligger 471,4 meter över havet. Sjön avvattnas av vattendraget Mellanån (Sågån).

## Delavrinningsområde
Krångtjärnen ingår i det delavrinningsområde (705115-134690) som SMHI kallar för Utloppet av Krångtjärnen. Medelhöjden är 524 meter över havet och ytan är 3,57 kvadratkilometer. Räknas de 2 avrinningsområdena uppströms in blir den ackumulerade arean 38,69 kvadratkilometer. Mellanån (Sågån) som avvattnar avrinningsområdet har biflödesordning 3, vilket innebär att vattnet flödar genom totalt 3 vattendrag innan det når havet efter 350 kilometer. Avrinningsområdet består mestadels av skog (81 procent). Avrinningsområdet har 0,53 kvadratkilometer vattenytor vilket ger det en sjöprocent på 14,8 procent.